# Sonora (película de 1968)
Sonora es una película del año 1968 dirigida por el cineasta español Alfonso Balcázar y perteneciente al subgénero del spaghetti western.

## Argumento
Sonora narra la historia de un hombre que busca venganza contra los asesinos que mataron a su esposa.
- Datos: Q461175